# Lista najwyższych budynków w Singapurze
Singapur jest jednym ze światowych centrów handlu i finansów. Jego śródmieście pełne jest wysokich gmachów, zarówno biurowych jak i mieszkalnych, ze względu na małą ilość gruntów pod budowę.  

## 10 najwyższych

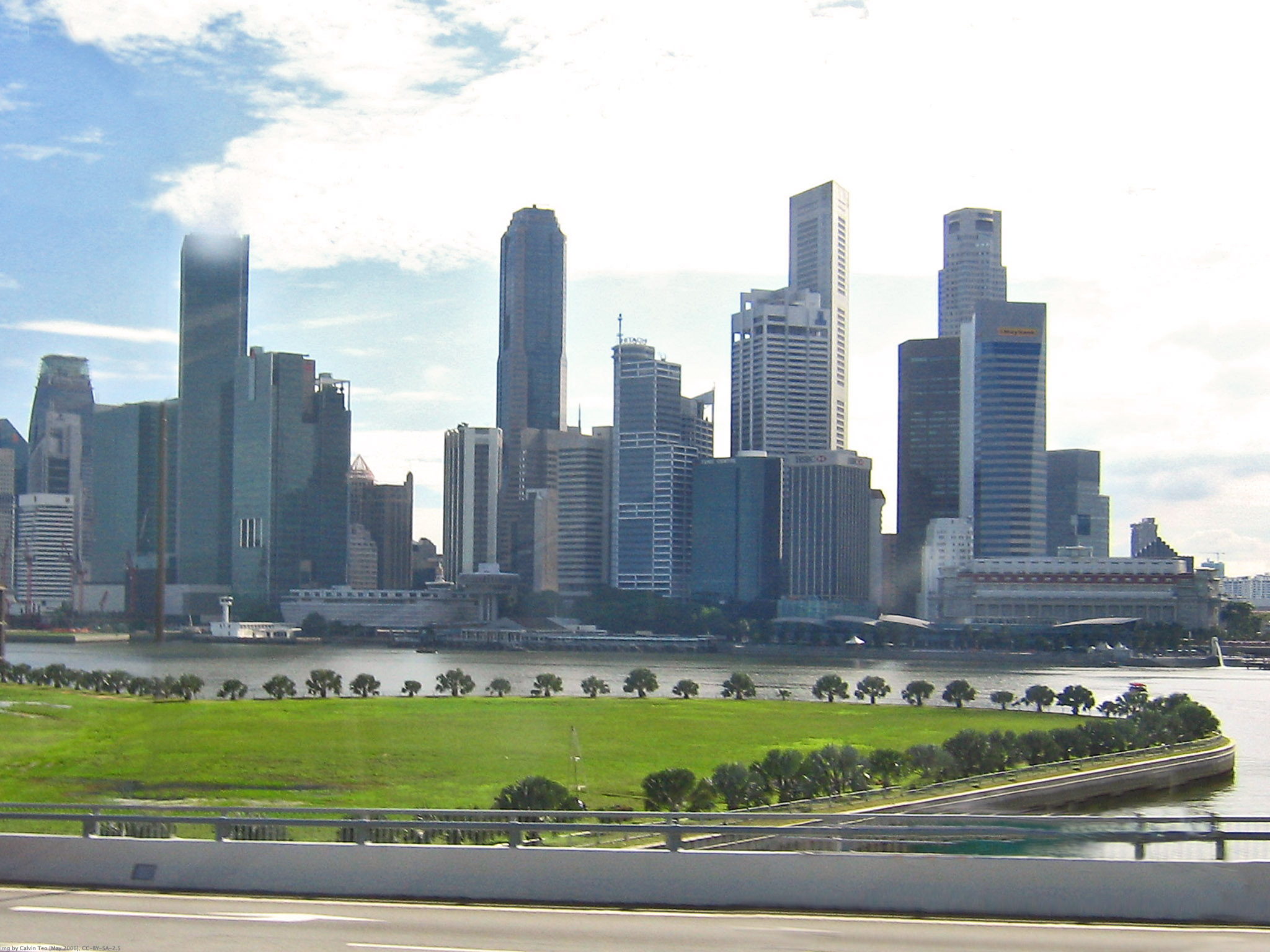
Centrum Singapuru

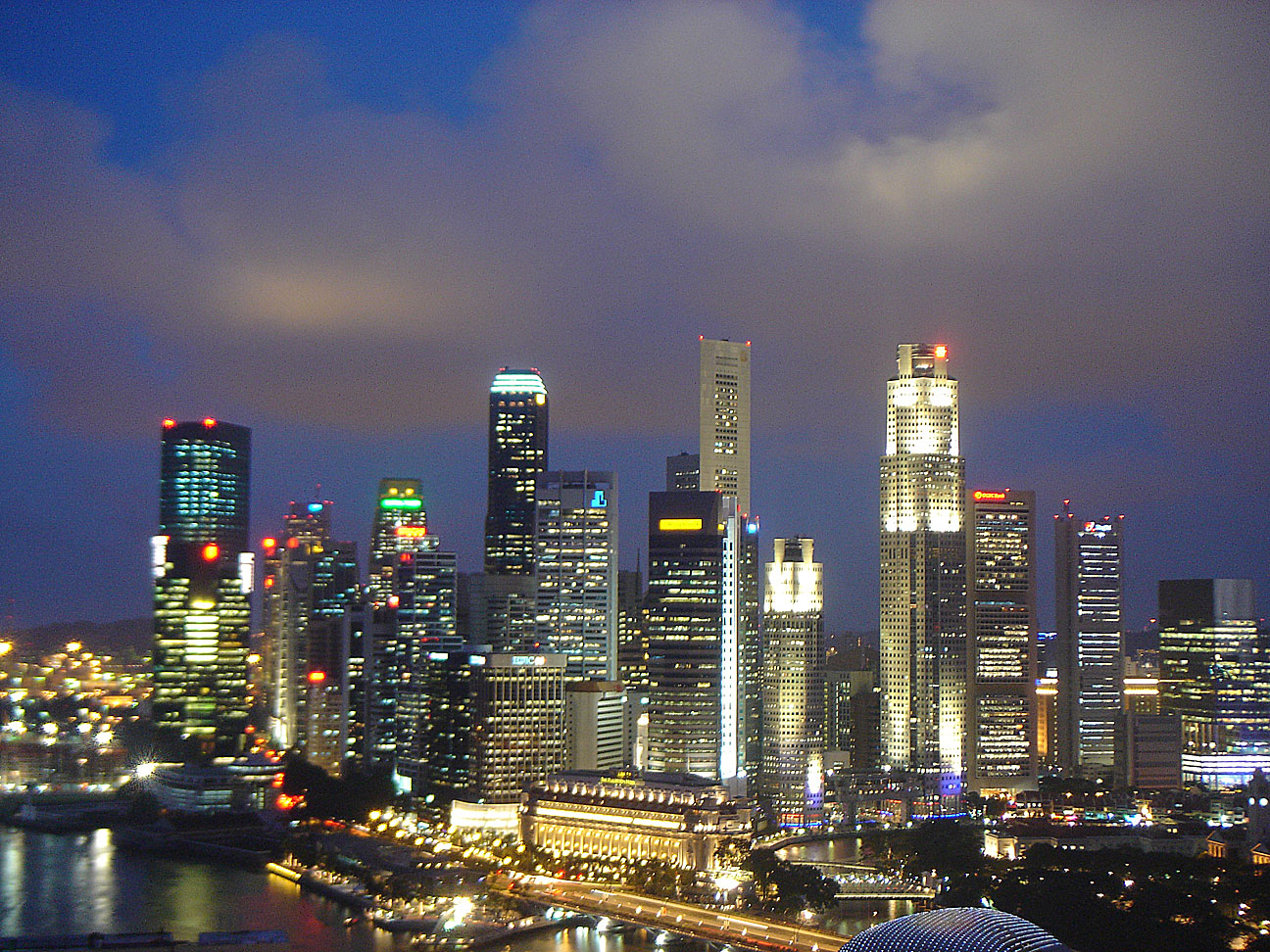
Singapur nocą

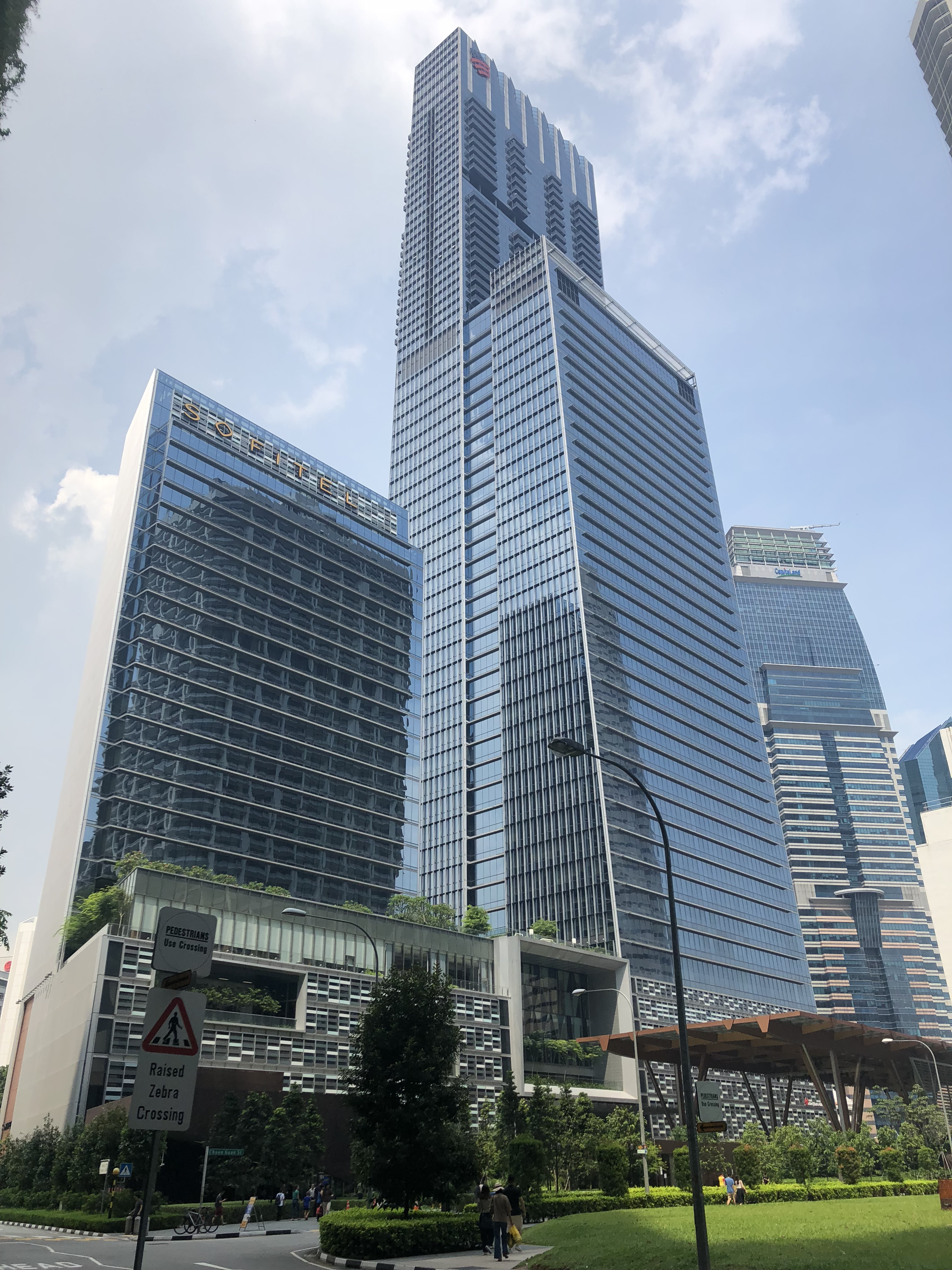
Guoco Tower

Poniższa lista przedstawia najwyższe budynki w Singapurze (o wysokości przynajmniej 200 m) według bazy danych o najwyższych budowlach świata prowadzonej przez Council on Tall Buildings and Urban Habitat (CTBUH) (stan w roku 2020)

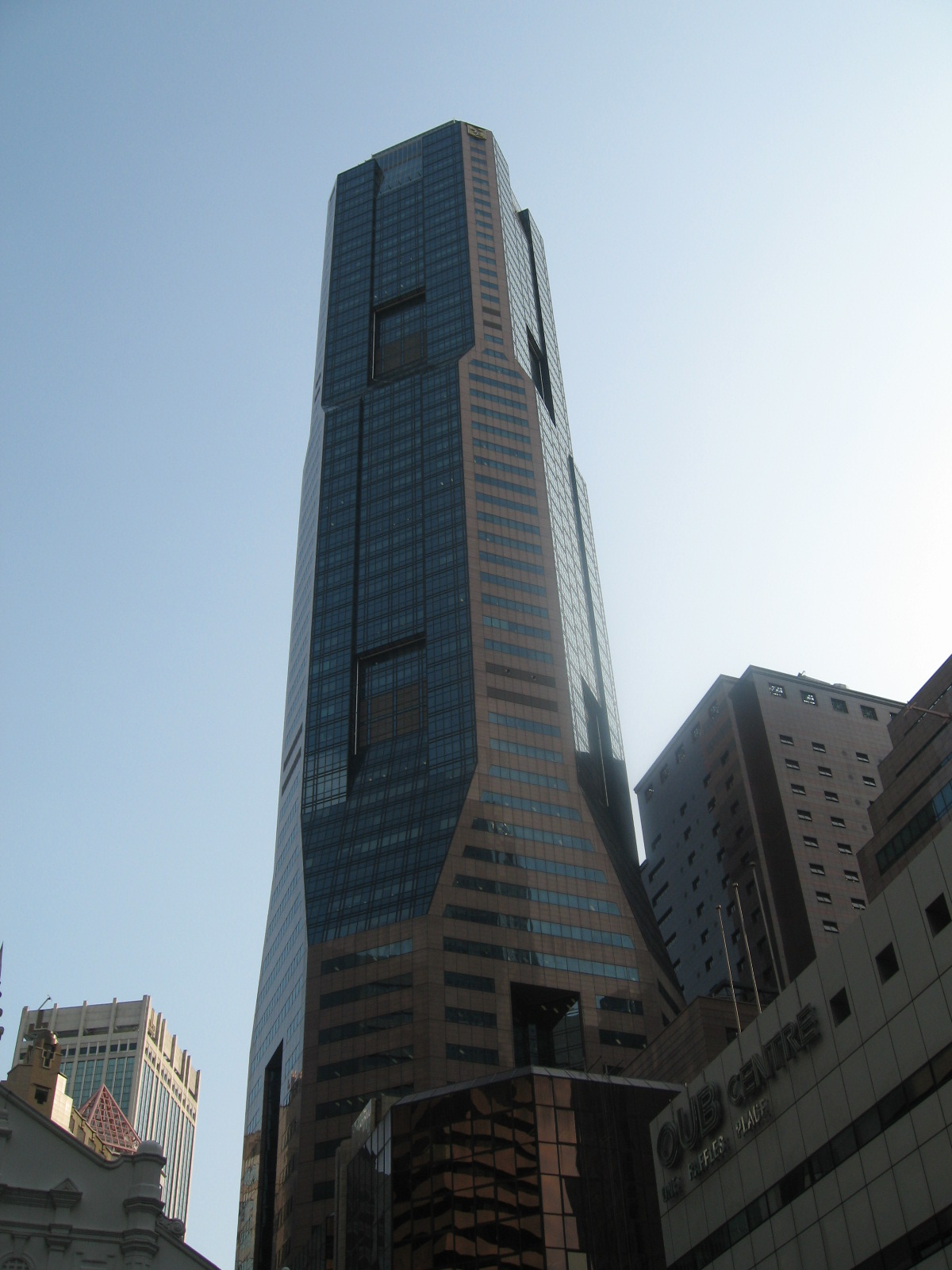
Republic Plaza

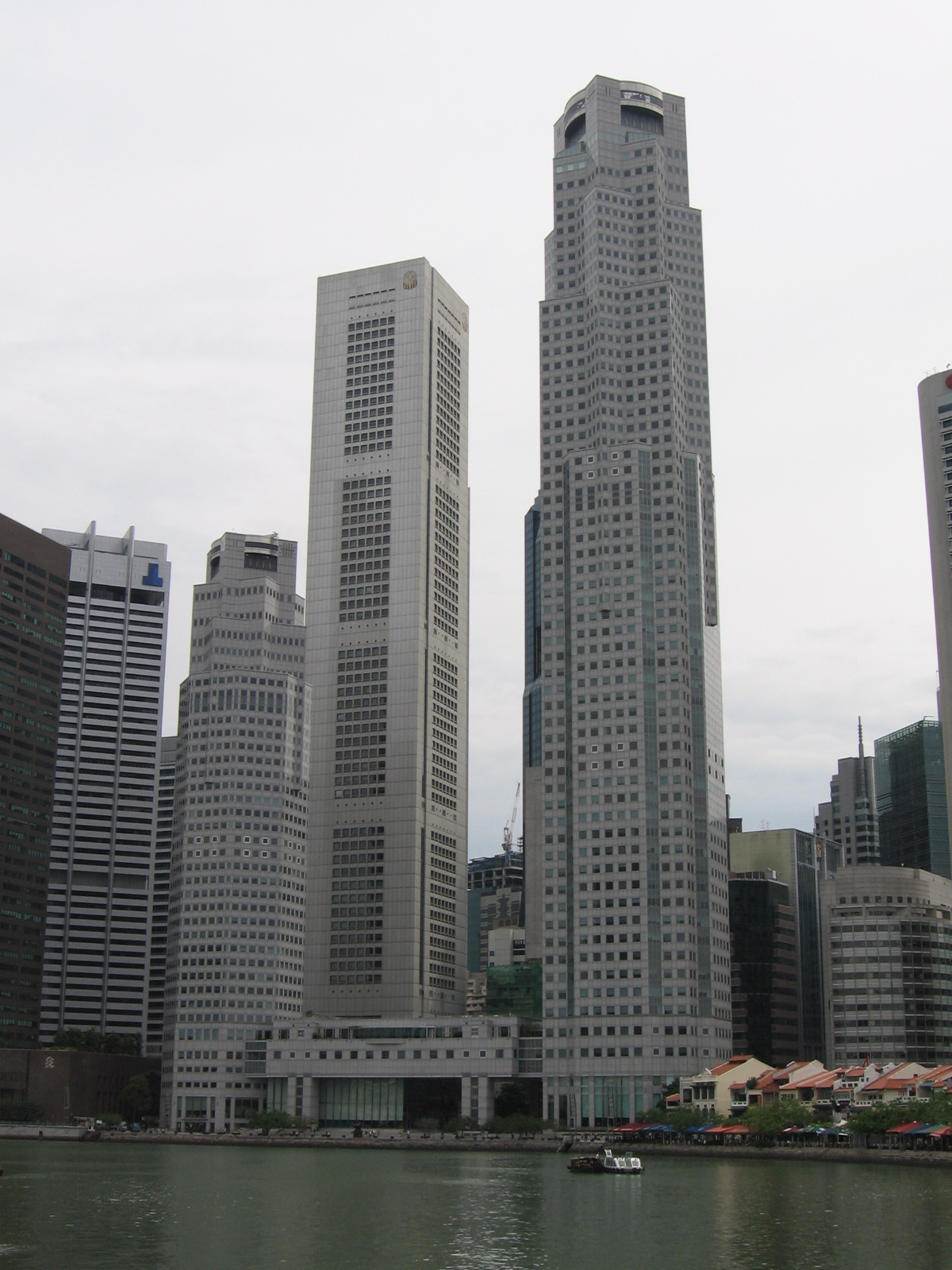
Po prawej UOB Plaza One, po lewej OUB Centre

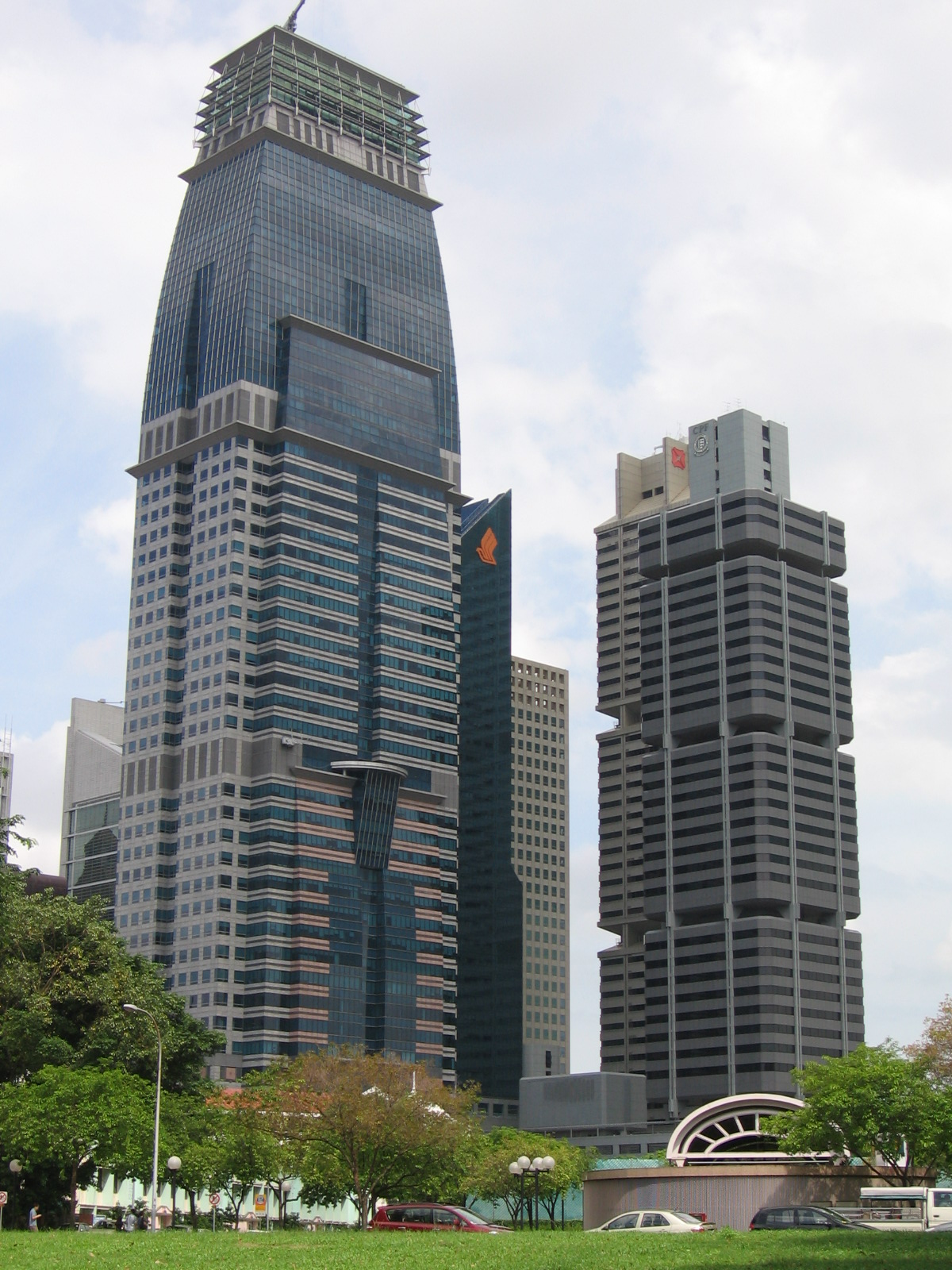
Capital Tower (po lewej)

| Ranking | Budynek                                     | Wysokość strukturalna | Liczba pięter | Rok budowy |
| ------- | ------------------------------------------- | --------------------- | ------------- | ---------- |
| 1.      | Guoco Tower                                 | 283,7 m               | 65            | 2016       |
| 2.      | United Overseas Bank Plaza One              | 280 m                 | 66            | 1992       |
| 3.      | Overseas Union Bank Centre                  | 277,8 m               | 63            | 1986       |
| 4.      | Republic Plaza                              | 276,3 m               | 66            | 1996       |
| 5.      | Capital Tower                               | 255,4 m               | 52            | 2000       |
| 6.      | Skysuites @ Anson Enggor Street             | 250 m                 | 72            | 2014       |
| 7.      | Altez @ Enggor Street                       | 250 m                 | 62            | 2014       |
| 8.      | The Sail @ Marina Bay                       | 245 m                 | 70            | 2008       |
| 9.      | Marina Bay Financial Centre Office Tower II | 245 m                 | 50            | 2010       |
| 10.     | One Raffles Quay North Tower                | 245 m                 | 50            | 2006       |

## Pozostałe budynki powyżej 200 metrów
| Ranking | Budynek                                      | Wysokość strukturalna | Liczba pięter | Rok budowy |
| ------- | -------------------------------------------- | --------------------- | ------------- | ---------- |
| 11.     | Ocean Financial Centre                       | 245 m                 | 43            | 2011       |
| 12.     | CapitaGreen                                  | 242 m                 | 40            | 2014       |
| 13.     | Marina Bay Financial Centre Office Tower III | 239 m                 | 46            | 2012       |
| 14.     | V on Shenton Residential Tower               | 237 m                 | 54            | 2017       |
| 15.     | Frasers Tower                                | 235 m                 | 38            | 2018       |
| 16.     | 8 Shenton Way                                | 234,7 m               | 52            | 1986       |
| 17.     | Asia Square Tower 1                          | 229 m                 | 43            | 2011       |
| 18.     | Marina Bay Residences                        | 227,1 m               | 55            | 2010       |
| 19.     | Marina Bay Suites                            | 226,9 m               | 66            | 2013       |
| 20.     | Swissotel The Stamford                       | 226 m                 | 73            | 1986       |
| 21.     | Marina One                                   | 225,5 m               | 30            | 2017       |
| 22.     | Millenia Tower                               | 223 m                 | 41            | 1996       |
| 23.     | Asia Square Tower 2                          | 221,5 m               | 46            | 2013       |
| 24.     | South Beach South Tower                      | 217,5 m               | 45            | 2015       |
| 25.     | South Beach North Tower                      | 217,5 m               | 35            | 2015       |
| 26.     | Central Park Tower                           | 215 m                 | 63            | 2008       |
| 27.     | One Shenton Tower 1                          | 214 m                 | 50            | 2011       |
| 28.     | The Orchard Residences                       | 210,9 m               | 56            | 2010       |
| 29.     | One Raffles Place Tower 2                    | 209,6 m               | 38            | 2012       |
| 30.     | Marina Bay Sands Hotel 1                     | 206,9 m               | 57            | 2010       |
| 31.     | Marina Bay Sands Hotel 3                     | 206,9 m               | 57            | 2010       |
| 32.     | Marina Bay Sands Hotel 2                     | 202,8 m               | 57            | 2010       |
| 33.     | DBS Tower I                                  | 201,2 m               | 50            | 1975       |

## Budynki w budowie powyżej 150 metrów
| Ranking | Budynek                | Wysokość strukturalna | Liczba pięter | Rok budowy |
| ------- | ---------------------- | --------------------- | ------------- | ---------- |
| 1.      | CapitaSpring           | 280 m                 | 51            | 2021       |
| 2.      | Singapore State Courts | 177,8 m               | 35            | 2019       |
| 3.      | 79 Robinson Road       | 177 m                 | 29            | 2020       |